# Eleasar ben Zadok II.
R. Eleasar ben Zadok II. (auch: Eleazar; auch: Tsadoq) war ein Tannaite (jüdischer Gelehrter des Altertums) und wirkte Ende des ersten/Anfang des zweiten nachchristlichen Jahrhunderts.
Während der Zerstörung des Jerusalemer Tempels im Jahre 70 wurde er, gemeinsam mit seinem Vater, durch R. Jochanan ben Sakkai gerettet.
Später war er ein Schüler R. Gamaliels II. und überlieferte dessen Halachot.
Er berichtete auch über die dramatischen Ereignisse während der Tempelzerstörung, über die Gebräuche, die zuvor während des Bestehens des Tempels praktiziert wurden, sowie von den in Jabne üblichen Bräuchen.
Eleasar hinterließ viele Schüler, die dessen eigene Halachot weiter tradierten. Bekannt ist besonders sein Ausspruch: "Tu die Dinge [der Tora] um ihres Schöpfers willen, rede von ihnen um ihrer selbst willen, mache sie nicht zur Krone, um damit zu prahlen, noch benutze sie als Axt, um damit zu hacken" (Nedarim 62 a).
Eleasar ben Zadok II. war Enkel des Eleasar ben Zadok I.